# Seznam prvních majitelů automobilu v Česku podle měst
Toto je seznam majitelů prvních automobilů v Česku, tehdejším Rakousku-Uhersku, v jejich domovském městě, přibližně do roku 1910.

## Majitelé prvních automobilistů podle měst (A-Ž)

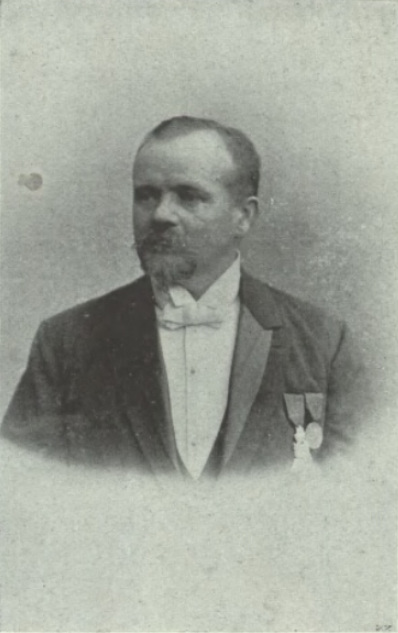
Václav Brožík mladší, karosář a výrobce kočárů, majitel prvního automobilu v Plzni

#### Brandýs nad Labem
- František Melichar, průmyslník a starosta Brandýsa – cca 1900[1]

#### Choceň
- Jaroslav Mráz, spolumajitel strojírenské firmy Beneš-Mráz – 1923[2]

#### Liberec
- Theodor von Liebieg, šlechtic a průmyslník – zn. RAF, 1893[3]

#### Pardubice
- František Dvořák, majitel strojírenské dílny – vůz vlastní výroby podle francouzského vzoru, 1901[4]
- Vincenc Chomrák, majitel garáží, později majitel první autoškoly v monarchii  – okolo 1905

#### Písek
- firma Papenheim – rakouská zn., 1900[5]

#### Plzeň
- Václav Brožík mladší, výrobce kočárů – 1900[6]

#### Poděbrady
- Emanuel di Giorgi, majitel garáží, pořadatel řidičských kurzů – okolo 1905[7]

#### Praha
- František Klubal, výrobce kočárů – zn. Benz, 1898[8]
- Jaroslav Hausmann, porodní lékař – cca 1900[9] (třetí automobil v Praze)
- Bedřich Procházka, velkostatkář a podnikatel, majitel autosalonu ve Spálené ul. – okolo 1900

#### Trutnov
- František Petrášek (1877–1932) – německá výroba, okolo 1905[10]